# اودینه
شهر اودینه (به ایتالیایی: Udine) با جمعیت ۹۷٬۸۸۰ نفر در ناحیه فریولی ونتزیا جولیا در کشور ایتالیا واقع شده است.

## نام و ریشه‌شناسی
اودینه برای اولین بار در پرونده‌های قرون وسطی لاتین به عنوان یودن در ۹۸۳ و به عنوان یوتینوم در سراسر سال ۱۰۰۰ تأیید شد.

## تاریخچه
اودینه پایتخت تاریخی فریولی است. این منطقه از دوران نئوماته ساخته شده و سکنه داشته است و بر این باور هستند که توسط الیلیان تأسیس شده است.

## تاریخ
اودینه پایتخت تاریخی فریولی است. این منطقه از زمان دوران نوسنگی مسکونی بوده است.
بر اساس یک افسانه قدیمی مجارستانی، آتیلا (؟–۴۵۳)، رهبر هون‌ها، هنگام محاصره آکویلیا تپه‌ای در آنجا ساخت، زیرا به تخته‌ای برای اقامتگاه زمستانی خود نیاز داشت: او به سربازانش دستور داد که خاک را در کلاهخود و سپرهای خود بیاورند، زیرا منظره بسیار مسطح و بدون تپه بود. او شهر را در آنجا تأسیس کرد و یک برج مربع ساخت.
پس از سقوط امپراتوری روم غربی، اهمیت این منطقه پس از زوال Aquileia، سپس بیشتر پس از زوال چیویداله دل فریولی افزایش یافت. در سال ۹۸۳ میلادی، برای اولین بار از اودینه نام برده شد، با اهدای قلعه «اوتینوم» توسط امپراتور اتوی دوم به پاتریارک‌های آکویلیا، که در آن زمان اربابان اصلی فئودال منطقه بودند.این شهر سرانجام به مهم‌ترین شهر منطقه از نظر اقتصاد و تجارت تبدیل شد و همچنین مقر پاتریارک گردید.

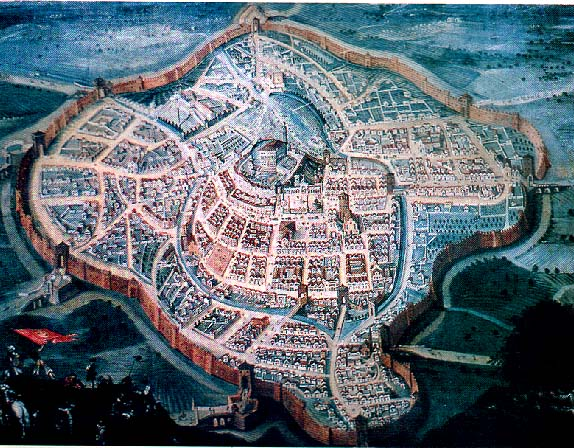
اودینه آنگونه که در سال ۱۶۵۰ ظاهر شد

در سال ۱۴۲۰، توسط جمهوری ونیز فتح شد.  در سال ۱۵۱۱، این شهر محل یک جنگ داخلی کوتاه بود که به دنبال آن زلزله و طاعون رخ داد. اودینه تا سال ۱۷۹۷ تحت کنترل ونیزی‌ها باقی ماند و  دومین شهر بزرگ ایالت بود.
پس از سقوط ونیز، بخشی از استان ونیز هابسبورگ (۱۷۹۸-۱۸۰۵) بود. پس از تسلط کوتاه فرانسه که در پی آن به وجود آمد، به عنوان بخشی از ناپلئونی پادشاهی ناپلئونی ایتالیا، بخشی از امپراتوری اتریش پادشاهی لمباردی-ونیتیا بود، و در فهرست تازه‌تشکیل‌شده [[وحدت] در نام ایتالیا قرار گرفت.
در سال 1880 شورای شهر دستور داد که بخش های باقی مانده از دیوارهای قرون وسطایی باید تخریب شود تا فضایی برای توسعه شهری فراهم شود.
ر طول جنگ جهانی اول، از مه 1915 تا اکتبر در سال ۱۹۱۷، اودینه به مقر فرماندهی عالی ایتالیا تبدیل شد و به آن لقب "پایتخت جنگ" (Capitale della Guerra) داده شد. پس از نبرد کاپورتو، در اواخر سال ۱۹۱۷ توسط آلمانی‌ها و در سال ۱۹۱۸ توسط اتریش-مجارستان اشغال شد تا اینکه پس از نبرد ویتوریو ونتو در سال ۱۹۱۸ به تصرف درآمد. پس از جنگ، اودینه به پایتخت یک استان کوتاه‌مدت (Provincia del Friuli) تبدیل شد که شامل استان‌های فعلی گوریتزیا، پوردنونه و اودینه می‌شد. پس از ۸ سپتامبر ۱۹۴۳، زمانی که ایتالیا در جنگ جهانی دوم به متفقین تسلیم شد، این شهر تحت نظارت مستقیم منطقه عملیاتی ساحل دریای آدریاتیک|اداره آلمان قرار گرفت که در آوریل ۱۹۴۵ این نظارت متوقف شد.

## نگارخانه

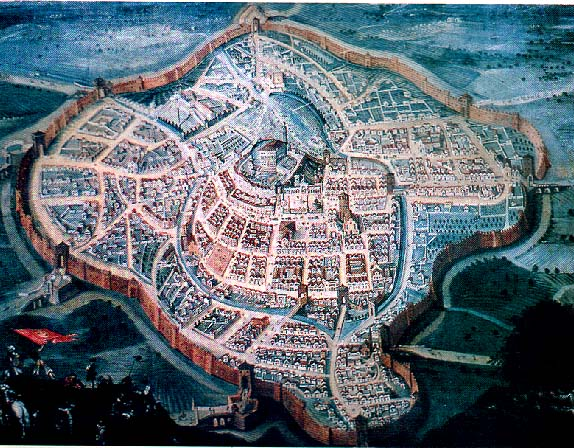
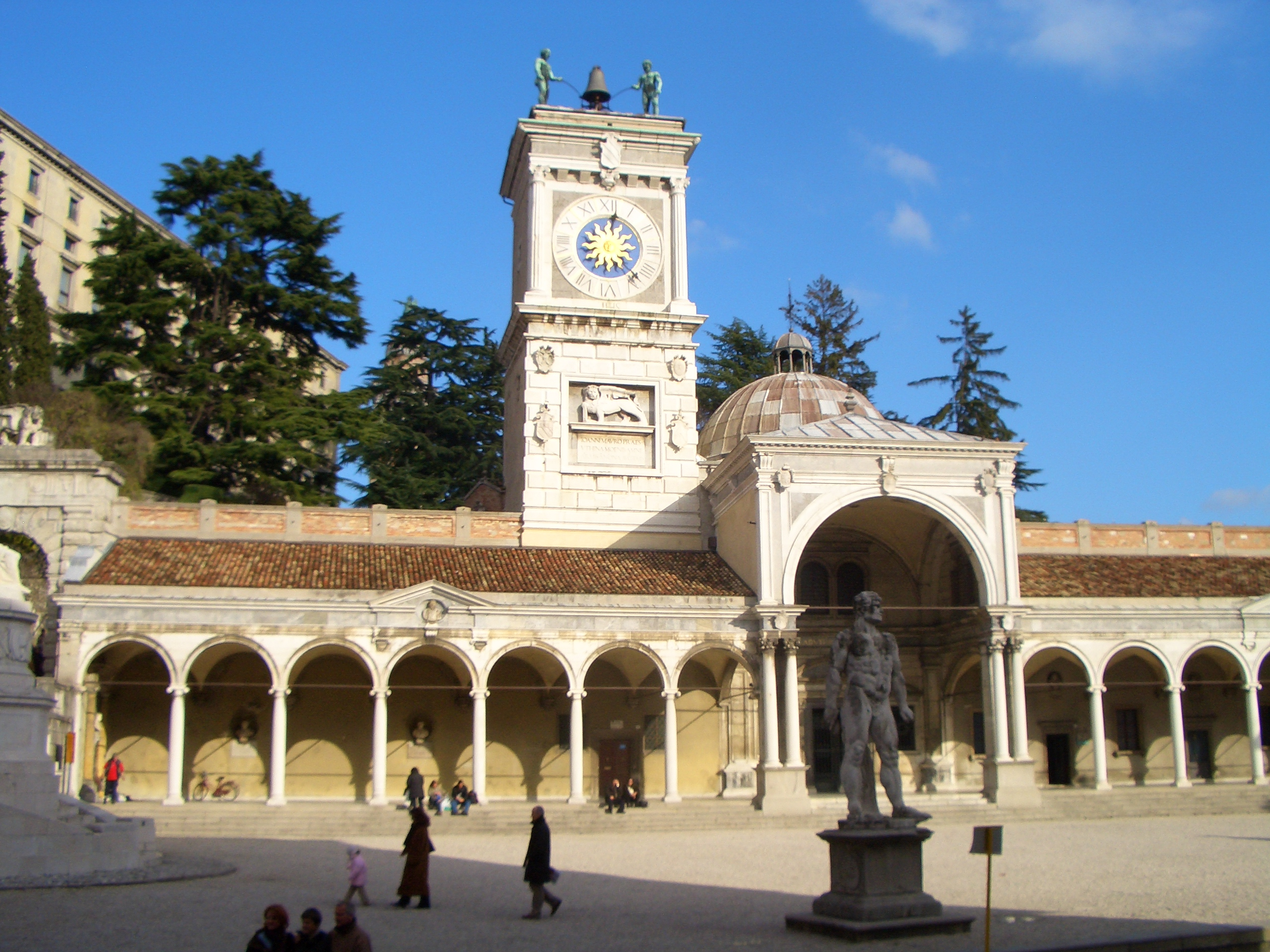
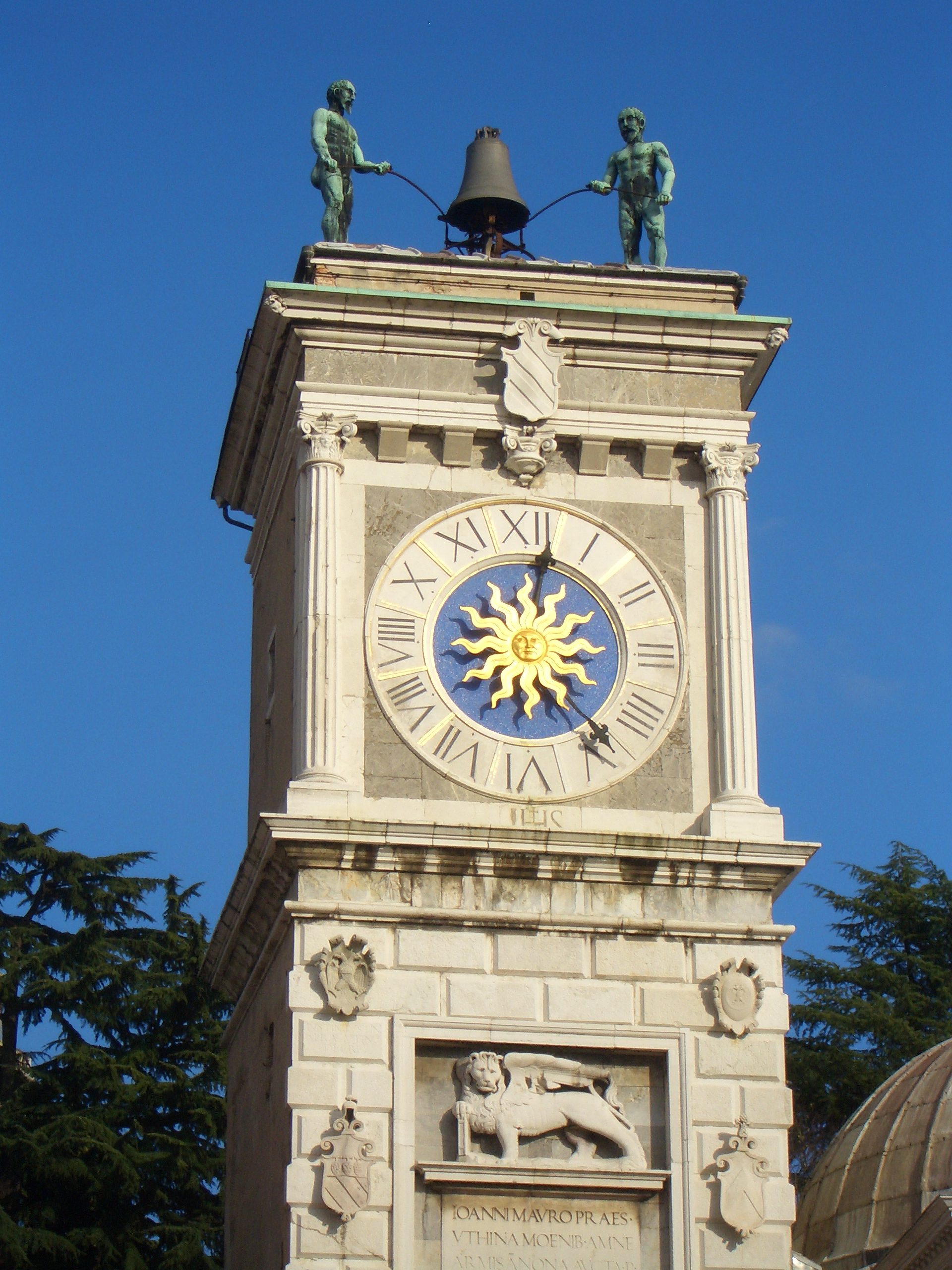
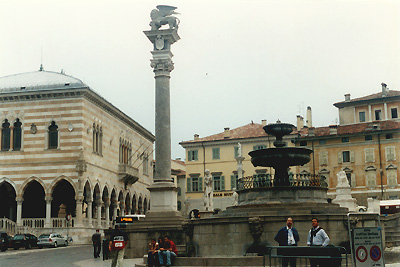